# Vardanašen
Vardanašen (in armeno Վարդանաշեն?, in passato Chibukhchi) è un comune dell'Armenia di 1 220 abitanti (2009) della provincia di Armavir.